# Liste von Sakralbauten in Wennigsen (Deister)
Die Liste von Sakralbauten in Wennigsen (Deister) nennt Kirchengebäude und andere Sakralbauten in Wennigsen (Deister), Region Hannover, Niedersachsen.

## Liste
| Bild | Name                     | Ort            | Koordinaten                     | Konfession der Gemeinde            |
| ---- | ------------------------ | -------------- | ------------------------------- | ---------------------------------- |
|      | Dietrich-Bonhoeffer-Haus | Bredenbeck     | 52° 15′ 8,5″ N, 9° 36′ 54,1″ O  | evangelisch-lutherisch             |
|      | Holtenser Kirche         | Holtensen      | 52° 15′ 1,9″ N, 9° 38′ 1,2″ O   | evangelisch-lutherisch             |
|      | St. Christophorus        | Holtensen      | 52° 15′ 44,4″ N, 9° 37′ 38,4″ O | römisch-katholisch, 2014 entwidmet |
|      | Johannes-Kapelle         | Sorsum         | 52° 16′ 46,3″ N, 9° 36′ 47,1″ O | evangelisch-lutherisch             |
|      | Klosterkirche            | Wennigsen      | 52° 16′ 27,8″ N, 9° 34′ 27″ O   | evangelisch-lutherisch             |
|      | St. Hubertus             | Wennigsen      | 52° 16′ 41,6″ N, 9° 33′ 46,6″ O | römisch-katholisch                 |
|      | Gemeindehaus             | Wennigsen      | 52° 16′ 28,6″ N, 9° 33′ 57,6″ O | evangelisch-freikirchlich          |
|      | Corvinus-Kapelle         | Wennigser Mark | 52° 16′ 17,2″ N, 9° 31′ 28,5″ O | evangelisch-lutherisch             |